# Franz Haas (Wirtschaftswissenschaftler)
Franz Haas (* 7. Juni 1895 in Karlsbad, Österreich-Ungarn; † 2. März 1955 in Mannheim) war ein deutscher Professor für Betriebswirtschafts- insbes. Industriebetriebslehre und Rektor der Wirtschaftshochschule Mannheim.

## Leben
Haas war von 1923 bis 1939 Dozent an der Handelsakademie Aussig (ČSR/Böhmen) und dort um die Errichtung einer deutschen Handelshochschule in der CSR bemüht. Nebenamtlich war er von 1924 bis 1938 Geschäftsführer des Verbandes der Buchsachverständigen und Bücherrevisoren der ČSR. Er war Parteimitglied der Sudetendeutschen Partei (SdP) von 1935 bis 1936 und Mitglied der Freimaurerloge Odd Fellows von 1936 bis zu ihrer Auflösung 1938.
1938, nach Inkrafttreten des Münchner Abkommens (dem Resultat der Appeasement-Politik gegenüber Hitler), wurden die sudetendeutschen Gebiete ins Deutsche Reich eingegliedert und alle Freimaurerlogen verboten. Ein von Haas gestellter Antrag auf Mitgliedschaft in der NSDAP wurde im Mai 1939 vom Reichsgaugericht Sudetenland wegen seiner Logenmitgliedschaft abgelehnt. Im Juni 1945 wurde er, wie die meisten Sudetendeutschen, aus der CSR ausgewiesen.
Unbelastet durch eine NS-Vergangenheit, wurde Haas nach dem Zweiten Weltkrieg ab April 1946 Chief Accountant im Hauptquartier der US-amerikanischen Militärregierung in Heidelberg und war bis zum April 1948 Leiter des Amtes für Vermögenskontrolle in Heidelberg.
Haas gehörte zu den Gründungsdozenten der 1946 wiedererrichteten Wirtschaftshochschule Mannheim, lehrte Betriebswirtschaft und wurde 1948 Ordinarius für Industriebetriebslehre. Er zeige ein besonderes Verständnis für die Notwendigkeit einer engen Zusammenarbeit zwischen Volkswirtschafts- und Betriebswirtschaftslehre, so der Nationalökonom Erich Preiser über Haas. 1950 erhielt er einen zusätzlichen Lehrauftrag an der Universität Heidelberg.
Von 1952 bis 1953 war Haas Rektor der Wirtschaftshochschule Mannheim und rief am 1. Oktober 1952 die Gesellschaft der Freunde der Wirtschaftshochschule Mannheim e.V. (GdF) ins Leben (seit 9. Februar 1952: Gesellschaft der Freunde der Universität Mannheim). Haas wurde im Wintersemester 1953/54 Ehrenmitglied des Corps Rheno-Nicaria Mannheim. Er behielt seinen Lehrstuhl bis zu seinem Tode 1955 im 59. Lebensjahr.

## Schriften
- Lehrbuch der Buchhaltung für Handelsakademien, Teil 1 (für den 1. Jahrgang, Anhang: Buchungsbeispiele). Reichenberg (Böhmen): Sollors 1934.
- Lehrbuch der Buchhaltung für Handelsakademien, Teil 2 (für den 2. Jahrgang, Anhang: Geschäftsgang nach Belegen). Reichenberg (Böhmen): Sollors 1936.
- Die Betriebswirtschaftslehre, reine oder angewandte Wissenschaft? Heidelberg 1949.
- Mit Nicolai von Bubnoff, Edmund Lysinski: Die Wirtschaftsethik der alten Griechen, Schriftenreihe der Wirtschaftshochschule Mannheim. Jedermann: Heidelberg 1949
- Wesen und Formen der Gewinnbeteiligung, Veröffentlichungen der Wirtschaftshochschule Mannheim, Reihe 2, Reden. Kohlhammer: Stuttgart 1957.